# Kevin Sullivan
Kevin Roderick Sullivan (ur. 1955) – kanadyjski twórca telewizyjny (między innymi producent, scenarzysta, reżyser).
Znany przede wszystkim z udanych ekranizacji prozy Lucy Maud Montgomery.

## Ekranizacje prozy Lucy Maud Montgomery
filmy
- 1985: Ania z Zielonego Wzgórza (Anne of Green Gables) – film telewizyjny z Megan Follows jako Anią
- 1987: Ania z Zielonego Wzgórza: Dalsze dzieje (Anne of Green Gables: The Sequel) również pod tytułem Ania na Uniwersytecie – sequel filmu z 1985
- 1990: Wzgórze tajemnic (Lantern Hill) – adaptacja powieści Jana ze Wzgórza Latarni
- 2000: Ania z Zielonego Wzgórza: Dalsze losy (Anne of Green Gables: The Continuing Story) również pod tytułem Ania na wojnie – film telewizyjny nieoparty na fabule powieści, sequel filmów z 1985 i 1987
- 2005: Ania z Zielonego Wzgórza (Anne: Journey to Green Gables) – film animowany opowiadający o losach Ani przed przybyciem na Zielone Wzgórze[1]
- 2008: Ania z Zielonego Wzgórza: Nowy początek (Anne of Green Gables: A New Beginning) – film telewizyjny, prequel cyklu, bardzo luźno oparty na informacjach z przeszłości Ani, zawartych w książkach

seriale
- 1989-1996: Droga do Avonlea (Road to Avonlea) – serial telewizyjny, prod. Kevin Sullivan
- 1998-2000: Emilka z Księżycowego Nowiu (Emily of New Moon)
- 2000: Ania z Zielonego Wzgórza (Anne of Green Gables: The Animated Series) – serial animowany, prod. Sullivan Entertainment Inc.